# Khurshidbanu Natavan
Khurshidbanu Natavan (azeri: Xurşidbanu Natəvan) (Şuşa), também conhecida como "Xan qızı" (a filha de cã), foi uma poeta lírica do Azerbaijão.

## Biografia
Natavan nasceu em 6 de agosto de 1832 em Şuşa, na família do último Cã do Canato de Carabaque Mediculu Cã e Badirdjahan-beyim, neta de Ibraim Calil Cã e Javade Cã. Recebeu sua educação em casa, aprendeu idiomas orientais e leu os clássicos de Ferdusi, Nezami, Saadi de Xiraz, Hafez, Alicher Nevoi, etc. Viajou para o Daguestão, tendo estado em Tbilisi, Bacu. Em 1858, conheceu Alexandre Dumas em Bacu.
Uma das primeiras sociedades literárias, "Majlis-i Uns" (Encontro de Amigos), fundada por Khurshidbanu Natavan em Shusha em 1872, tornou-se especialmente popular e concentrou a força poético-intelectual de Carabaque. Natavan esteve envolvida na filantropia, no desenvolvimento social e cultural de Carabaque. Natavan construiu um palácio, uma mesquita, uma escola, etc.
Thomas de Waal, que viu os monumentos em Bacu, escreveu:
"Vi as três cabeças de bronze, abandonadas e cheias de balas, no pátio da sede da Cruz Vermelha, no centro de Bacu: a poetisa Natevan, uma garota séria com um lenço na cabeça lendo um livro, sem um polegar; o compositor Hajibekov, um cavalheiro com o terno trespassado por balas e os óculos quebrados; e Bul Bul, um cantor famoso com uma testa de bronze abobadada ".
Os monumentos agora são mantidos no quintal do Museu de Artes do Azerbaijão em Bacu.